# Jardzjilovtsi
Jardzjilovtsi (Bulgaars: Ярджиловци) is een dorp in het westen van Bulgarije, gelegen in de gemeente Pernik in de oblast Pernik. Het dorp ligt ongeveer 7 km ten noordwesten van de stad Pernik en 32 km ten zuidwesten van de hoofdstad Sofia.

## Bevolking
Het dorp Jardzjilovtsi bij de laatste officiële volkstelling van 7 september 2021 een inwoneraantal van 969 personen. Dit waren 110 mensen (-10,2%) minder dan 1.079 inwoners bij de census van februari 2011. De gemiddelde jaarlijkse groei in die periode komt daarmee uit op -1%, hetgeen vergelijkbaar is met het landelijk jaarlijks gemiddelde over deze periode (-1,14%). Het recordaantal inwoners werd bereikt in 1965, toen er 1.908 personen in het dorp werden geregistreerd. 
- 1934 1541
Koninkrijk Bulgarije
- 1946 1823
Volksrepubliek Bulgarije
- 1956 1867
Volksrepubliek Bulgarije
- 1965 1908
Volksrepubliek Bulgarije
- 1975 1831
Volksrepubliek Bulgarije
- 1985 1636
Volksrepubliek Bulgarije
- 1992 1436
Republiek Bulgarije
- 2001 1262
Republiek Bulgarije
- 2011 1079
Republiek Bulgarije
- 2021 969
Republiek Bulgarije

- Koninkrijk Bulgarije
- Volksrepubliek Bulgarije
- Republiek Bulgarije

In het dorp wonen nagenoeg uitsluitend etnische Bulgaren. In de optionele volkstelling van 2011 identificeerden 1064 van de 1066 ondervraagden zichzelf met de Bulgaarse etniciteit - oftewel 99,8% van de bevolking. De etnische achtergrond van de overige twee inwoners was onbekend (0,2%).
| Etnische samenstelling van de respondenten (2011) | Etnische samenstelling van de respondenten (2011) | Etnische samenstelling van de respondenten (2011) | Etnische samenstelling van de respondenten (2011) | Etnische samenstelling van de respondenten (2011) |
| ------------------------------------------------- | ------------------------------------------------- | ------------------------------------------------- | ------------------------------------------------- | ------------------------------------------------- |
|                                                   |                                                   |                                                   |                                                   |                                                   |
| Bulgaren                                          | Bulgaren                                          |                                                   | 99,8%                                             | 99,8%                                             |
| Turken                                            | Turken                                            |                                                   | 0,0%                                              | 0,0%                                              |
| Roma                                              | Roma                                              |                                                   | 0,0%                                              | 0,0%                                              |
| Anders/Onbekend                                   | Anders/Onbekend                                   |                                                   | 0,2%                                              | 0,2%                                              |